# Charles Wright & the Watts 103rd Street Rhythm Band
Charles Wright & the Watts 103rd Street Rhythm Band foi um grupo de soul e funk americano. Eram também conhecidos como "Les Chakachas" ou "Los Chakachas". Um dos sucessos do grupo, "Express Yourself" figurou na trilha sonora do premiado jogo eletrônico Grand Theft Auto: San Andreas, mais precisamente na rádio fictícia Master Sounds 98.3, e do jogo eletrônico Driver: Parallel Lines. "Express Yourself" também foi sampleada pelo famoso grupo de gangsta rap N.W.A., lançada como single de seu álbum de estreia, Straight Outta Compton.

## Membros
- Charles Wright - guitarra, piano
- Al McKay - guitarra
- Benorce Blackmon - guitarra (substituído por Al McKay)
- Gabe Flemings - piano, trompete
- Melvin Dunlap - baixo
- James Gadson - bateria
- Big John Rayford - saxofone
- Bill Cannon - saxofone
- Ray Jackson - trombone

## Discografia

### Singles

#### Como The Watts 103rd Street Rhythm Band
- "Spreadin' Honey" b/w "Charley." Keymen K-108 (1967)
- "Brown Sugar" b/w "Caesar's Palace."  Warner Bros. Records 7175 (1968)
- "Bottomless" b/w "65 Bars and a Taste Of Soul." Warner Bros. Records 7222 (1968)
- "Do Your Thing" b/w "A Dance, a Kiss, and a Song."  Warner Bros. Records 7250 (1969)
- "Till You Get Enough" b/w "Light My Fire."  Warner Bros. Records 7298 (1969)

#### Como Charles Wright and the Watts 103rd Street Rhythm Band
- "Comment (If All Men Are Truly Brothers)" b/w "Must Be Your Thing."  Warner Bros. Records 7338 (1969)
- "Love Land" b/w "Sorry Charlie." Warner Bros. Records 7365 (1970)
- "Express Yourself" b/w "Living On Borrowed Time." Warner Bros. Records 7417 (1971)
- "Solution For Pollution" b/w "High As Apple Pie." Warner Bros. Records 7451 (1971)
- "Your Love (Means Everything To Me)" b/w "What Can You Bring Me?" Warner Bros. Records 7475 (1971)
- "Nobody (Tellin' Me 'Bout My Baby)" b/w "Wine." Warner Bros. Records 7504 (1972)
- "I Got Love" b/w "Let's Make Love Not War." Warner Bros. Records 7577 (1972)

### Álbuns

#### Como The Watts 103rd Street Rhythm Band
- Hot Heat & Sweet Groove.  Warner Bros. Records 1741 (1967)
- Together.  Warner Bros. Records 1761 (1968)
- In The Jungle, Babe.  Warner Bros. Records 1801 (1969)

#### Como Charles Wright and the Watts 103rd Street Rhythm Band
- Express Yourself.  Warner Bros. Records 1864 (1970)
- You’re So Beautiful.  Warner Bros. Records 1904 (1971)

#### Como Charles Wright
- Rhythm & Poetry.  Warner Bros. Records BS-2620 (1972)
- Doin What Comes Naturally. ABC/Dunhill DSD-50162 (1973)
- Ninety Day Cycle People.  ABC/Dunhill DSD-50187 (1974)
- Lil' Encouragement. ABC/Dunhill ?? (1975)